# Robert III d'Estouteville
Robert III d’Estouteville († 1186) est un baron et justicier anglo-normand.

## Biographie
Il est le fils de Robert II d’Estouteville, l'un des barons du nord qui commandaient l'armée anglaise lors de la Bataille de l'Étendard au mois d'août 1138, et le petit-fils de Robert Grundebeof, partisan de Robert Courteheuse qui fut pris à la bataille de Tinchebray (1106), et jeté au cachot pour le restant de ses jours.
Robert d’Estouteville, troisième du nom, apparaît comme témoin au bas d'une charte accordée par Henri II d'Angleterre le 8 janvier 1158 à Newcastle-on-Tyne. Il exerçait la charge de comte-justicier itinérant pour les comtés de Cumberland et de Northumberland en 1170–1171, et celle de Haut-shérif du Yorkshire de la Pâques 1170 à la Pâques 1175. Le roi lui confia la garde des châteaux de Knaresborough et d'Appleby, qui furent cependant repris au mois d'avril 1174 par David d'Écosse. D’Estouteville, ses frères et ses fils demeurèrent loyaux à la Couronne au cours de la guerre de 1174, et il joua un rôle décisif dans la capture de Guillaume le Lion à Alnwick le 13 juillet. Il fut témoin aux noces d'Aliénor d'Angleterre le 16 mars 1177, et de 1174 à 1181 fut constamment au service du roi, en Angleterre comme à l'étranger.
Il réclama en vain à Roger de Mowbray la baronnie confisquée à son grand-père, et en manière de compromis, ce dernier lui offrit le fief de Kirby Moorside. Il est probablement le fondateur des couvents de Keldholme et de Rosedale, dans le Yorkshire, et fut un bienfaiteur de l’Abbaye de Rievaulx.

## Famille
Robert d’Estouteville s'est marié deux fois ; par sa première épouse, Helewise, il eut un fils, Guillaume, et deux filles ; par la seconde, Sybille, sœur de Philippe de Valognes, un fils : Eustache. Robert d’Estouteville fut probablement le frère de Roger d’Estouteville, le haut Sherif de Northumberland entre 1170 et 1185, qui défendit le château de Wark contre Guillaume le Lion en 1174, et reçut la garde du château d'Édimbourg en 1177. Toutefois Roger, fils d'Osmund d’Estouteville et d'Isabelle de Gressinghall, a pu n'être qu'un simple parent, non son frère.